# Justin Leonard
Pour les articles homonymes, voir Leonard.
Justin Leonard, né le 15 juin 1972 à Dallas, est un golfeur américain.
Passé pro en 1994, 1997 était l'une de ses meilleures années: il remporte le British Open de golf et termine second de l'USPGA. Cela lui offre sa première participation à la Ryder Cup, compétition remportée par l'équipe européenne.
Deux ans plus tard, il participe au play-off lors de ce même British Open après que le français Jean Van de Velde a joué 7 coups sur le 18e trou du dernier tour, un par 4, alors qu'un double bogey lui assurait le titre. Finalement, c'est le britannique Paul Lawrie qui remportera le titre. Le français et Leonard finissent ensemble à la seconde place.
Il obtient sa sélection pour une deuxième participation à la Ryder Cup, avec cette fois une victoire.
Sa meilleure performance dans les tournois majeurs sera ensuite une seconde place lors de l'USPGA 2004.